# Quintette pour piano et cordes de d'Indy
Pour les articles homonymes, voir Quintette pour piano et cordes.
Le Quintette pour piano et cordes en sol mineur opus 81 est un quintette de Vincent d'Indy. Composé en 1924, il est créé le 2 mai 1925 par la pianiste Blanche Selva à la Société nationale de musique.

## Présentation
Première page de musique de chambre de d'Indy après un silence dans le genre de vingt ans, le Quintette pour piano et cordes est composé en 1924. La partition, l'opus 81 du compositeur, est écrite pour un piano, deux violons, un alto et un violoncelle,.
L’œuvre est dédiée à Paul Poujaud et créée à la Société nationale de musique le 2 mai 1925 à Paris, salle Gaveau, par Blanche Selva (piano), Hortense de Sampigny (violon), Vernet (violon), Madeleine Portier (alto) et Jean Witkowski (violoncelle),.
La partition est publiée par les éditions Senart.

## Structure et analyse
Pour Michel Dimitri Calvocoressi, le Quintette pour piano et cordes est une « œuvre attrayante, d'une clarté, d'une simplicité et d'une concision remarquables ».
Le morceau, d'une durée moyenne d'exécution d'une vingtaine de minutes environ, est constitué de quatre mouvements :
1. « Assez animé », à 
, de forme sonate[6], mouvement qui s'ouvre sur un thème pointé énergique exposé par les cinq instruments à l'unisson, suivi d'une « seconde idée, en mi bémol majeur, [...] amenée par un « pont » en notes répétées[1] » ;
2. « Assez animé », à 
, scherzo à « la vive allégresse[8] », en ré mineur, avec un trio en fa majeur, « rythmés à cinq temps, — mètre que d'Indy affectionne[1] » ;
3. « Lent et expressif », à 
, andante « profond et grave[8] », en si bémol majeur, qui « oppose un beau thème, grave et noble, présenté par les cordes seules, le piano se chargeant du second thème en ré bémol majeur (qui n'est autre que le second thème du premier mouvement en augmentation)[1] » ;
4. « Modérément animé », à 
, finale « serein et joyeux[8] », en sol majeur, qui « repose sur un thème primesautier, fortement rythmé et traité en canon. La conclusion assure la victoire du thème essentiel (toujours emprunté au second mouvement), transformé en un choral majestueux et rayonnant[1] ».